# Paul Urban

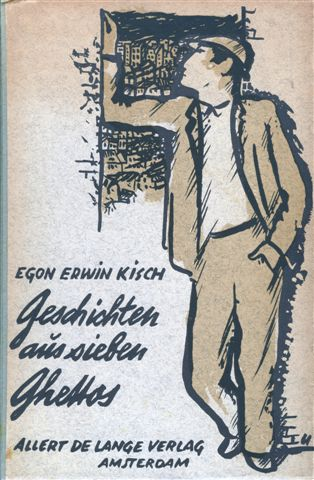
Boekbandontwerp van Paul Urban

Paul Urban (München, 1901 - Moskou, 1937 ?) was een Duits grafisch ontwerper.
Hij volgde in 1918 een opleiding aan de Kunstgewerbeschule in München. Verder is bekend dat hij van 1927 tot 1933 in Berlijn als grafisch ontwerper werkzaam was. In 1933 vluchtte hij via Parijs naar Nederland waar hij onder andere als boekbandontwerper werkte voor de uitgeverijen Querido Verlag en Verlag Allert de Lange in Amsterdam. Voor deze uitgeverijen verzorgde Urban 34 boekbanden. In de herfst van 1936 vertrok hij naar de Sovjet-Unie en verbleef daar in Moskou in het niet zo goed bekendstaande hotel National. Na de zomer van 1937 verdween Urban en werd er niets meer van hem vernomen.

## Werken
- Naziführer sehen dich an. Paris : Ed. du Carrefour, 1934 (Autor: Walter Mehring)
- Alkibiades. Amsterdam : Allert de Lange, 1936[1] (Autor: Hans Flesch-Brunningen)

## Voetnoten
1. ↑  http://verbrannte-und-verbannte.de

- Bibliothèque nationale de France: cb133239837 (data)
- Biografisch Portaal: 93209678
- Gemeinsame Normdatei: 119441217
- International Standard Name Identifier: 0000 0001 0963 0584
- Library of Congress Control Number: no96049354
- Nationale Bibliotheek van Israël: 987007394587605171
- Nederlandse Thesaurus van Auteursnamen: 068004028
- RKD-Nederlands Instituut voor Kunstgeschiedenis: 305806
- Système universitaire de documentation: 120106345
- Virtual International Authority File: 31591873
- WorldCat: E39PBJy8mKVV6KHYD9qH66CbBP